# マルッティ・マルッテリン
マルッティ・マルッテリン（Martti Bertil Marttelin、1897年6月18日 - 1940年3月1日）は、フィンランドの陸上競技選手である。彼は、1928年に開催されたアムステルダムオリンピックのマラソン競技で銅メダルを獲得した。

## 経歴
当時30歳だったマルッテリンは、フィンランドマラソン代表に選抜されてアムステルダムオリンピックに出場することになった。
アムステルダムオリンピックのマラソン競技は、23の国から69人の選手が出場して8月5日に実施された。マルッテリンは、6人のフィンランド選手の中で一番早くオリンピックスタジアムに帰還した。生涯最高となる2時間35分2秒の記録でフランス代表のブエラ・エル＝ワフィ、チリ代表のマヌエル・プラサに続いて3位に入り、銅メダルを獲得した。
その後、冬戦争に従軍し、1940年3月1日にソビエト連邦（当時）レニングラード州のBurnaya川付近で戦死した。